# カロジェロ・マンニーナ
カロジェロ・マンニーナ（Calogero Mannina）は、イタリア、フィレンツェの注文靴店。「マンニーナ親方の靴屋」の通称で知られる。

## 概要
マンニーナは、年季を積んだ職人が選び抜いた上質革を素材に、全工程を熟練職人が作り上げるハンドメイド紳士靴の名店である。店舗所在地は観光名所のヴェッキィオ橋、ピッティ宮殿に近い。
顧客ごとにラスト（木型）を削ってから作られる究極の手作り靴との高い評価が知れ渡っており、イタリアに行ったら必ず立ち寄りたい靴屋として国際的に有名。フィレンツェで定期開催（年2回、1月と6月）されている権威あるクラシコファッションの祭典「Pitti Immagine Uomo（通称：ピッティ・ウォモ）」の出展常連でもある。
店主であり親方職人のシニョーレ・カロジェロ・マンニーナは、1935年10月9日にシチリアにある靴職人の家系に生まれ、7歳から靴の職人としての技術を祖父に教え込まれ始めた生粋の靴職人。（当時、シチリアの靴職人の町は靴工房が20以上あったらしいが、現在は衰退し工房ゼロであるという。）
職人によるフルハンドメイドゆえ製靴数が多くない事に加え、既製靴販売が極端に少なく、また日本の代理店展開も余り見られない。過去に日本において、セレクトショップが一時的に輸入したり、一時期の伊勢丹・松坂屋などで展示会・受注会が開催された事があるものの、日本では流通数の少ない希少ブランドと言える。
しかし希少ながら、マンニーナは高級注文靴としては、決して高価な部類には入らない。マンニーナは一般にマッケイ製法の靴店として知られているが、これは主にコストパフォーマンスを高めるためとの話もあり、マンニーナの「庶民に手の届く価格でその人だけの注文靴を提供したい」との理想によるところが大きいと思われる。
マンニーナブランドとしてはマッケイ製法以外に、グッドイヤーウェルト、ノルベジェーゼにも技術的に対応でき、実際にピッティ・ウォモ会場で掲げられる受注メニューには3つの製法が列記される事もある。